# Saint-Georges-lès-Baillargeaux
Saint-Georges-lès-Baillargeaux és un municipi francès situat al departament de la Viena i a la regió de la Nova Aquitània. L'any 2007 tenia 3.681 habitants.

## Demografia

### Població
El 2007 la població de fet de Saint-Georges-lès-Baillargeaux era de 3.681 persones. Hi havia 1.434 famílies de les quals 310 eren unipersonals (146 homes vivint sols i 164 dones vivint soles), 459 parelles sense fills, 576 parelles amb fills i 89 famílies monoparentals amb fills.
La població ha evolucionat segons el següent gràfic:
Habitants censats

### Habitatges
El 2007 hi havia 1.520 habitatges, 1.459 eren l'habitatge principal de la família, 18 eren segones residències i 43 estaven desocupats. 1.406 eren cases i 108 eren apartaments. Dels 1.459 habitatges principals, 1.092 estaven ocupats pels seus propietaris, 350 estaven llogats i ocupats pels llogaters i 17 estaven cedits a títol gratuït; 21 tenien una cambra, 75 en tenien dues, 175 en tenien tres, 448 en tenien quatre i 740 en tenien cinc o més. 1.209 habitatges disposaven pel capbaix d'una plaça de pàrquing. A 515 habitatges hi havia un automòbil i a 857 n'hi havia dos o més.

### Piràmide de població
La piràmide de població per edats i sexe el 2009 era:
| Homes | Edats   | Dones |
| ----- | ------- | ----- |
| 0     | 95 o +  | 0     |
| 0     | 90 a 94 | 0     |
| 16    | 85 a 89 | 4     |
| 8     | 80 a 84 | 8     |
| 32    | 75 a 79 | 52    |
| 48    | 70 a 74 | 60    |
| 68    | 65 a 69 | 52    |
| 56    | 60 a 64 | 60    |
| 68    | 55 a 59 | 68    |
| 124   | 50 a 54 | 112   |
| 136   | 45 a 49 | 124   |
| 140   | 40 a 44 | 120   |
| 132   | 35 a 39 | 152   |
| 156   | 30 a 34 | 144   |
| 88    | 25 a 29 | 96    |
| 84    | 20 a 24 | 84    |
| 100   | 15 a 19 | 128   |
| 160   | 10 a 14 | 80    |
| 112   | 5 a 9   | 120   |
| 120   | 0 a 4   | 88    |

## Economia
El 2007 la població en edat de treballar era de 2.463 persones, 1.951 eren actives i 512 eren inactives. De les 1.951 persones actives 1.819 estaven ocupades (945 homes i 874 dones) i 132 estaven aturades (50 homes i 82 dones). De les 512 persones inactives 173 estaven jubilades, 223 estaven estudiant i 116 estaven classificades com a «altres inactius».

### Ingressos
El 2009 a Saint-Georges-lès-Baillargeaux hi havia 1.516 unitats fiscals que integraven 3.828 persones, la mediana anual d'ingressos fiscals per persona era de 19.616 €.

### Activitats econòmiques
Dels 149 establiments que hi havia el 2007, 5 eren d'empreses extractives, 2 d'empreses alimentàries, 2 d'empreses de fabricació de material elèctric, 3 d'empreses de fabricació d'elements pel transport, 9 d'empreses de fabricació d'altres productes industrials, 44 d'empreses de construcció, 22 d'empreses de comerç i reparació d'automòbils, 3 d'empreses de transport, 6 d'empreses d'hostatgeria i restauració, 2 d'empreses d'informació i comunicació, 8 d'empreses financeres, 8 d'empreses immobiliàries, 18 d'empreses de serveis, 9 d'entitats de l'administració pública i 8 d'empreses classificades com a «altres activitats de serveis».
Dels 58 establiments de servei als particulars que hi havia el 2009, 1 era una oficina d'administració d'Hisenda pública, 1 oficina de correu, 1 una oficina bancària, 1 funerària, 6 tallers de reparació d'automòbils i de material agrícola, 2 tallers d'inspecció tècnica de vehicles, 2 autoescoles, 5 paletes, 7 guixaires pintors, 5 fusteries, 9 lampisteries, 6 electricistes, 2 empreses de construcció, 4 perruqueries, 3 restaurants, 1 agència immobiliària i 2 salons de bellesa.
Dels 7 establiments comercials que hi havia el 2009, 1 era un supermercat, 1 una botiga de menys de 120 m², 2 fleques, 1 una botiga de roba, 1 un drogueria i 1 una floristeria.
L'any 2000 a Saint-Georges-lès-Baillargeaux hi havia 39 explotacions agrícoles que ocupaven un total de 2.040 hectàrees.

## Equipaments sanitaris i escolars
El 2009 hi havia 1 farmàcia i 1 ambulància.
El 2009 hi havia 1 escola maternal i 2 escoles elementals.

## Poblacions més properes
El següent diagrama mostra les poblacions més properes.